# 2006年国际象棋世界冠军对抗赛
2006年国际象棋世界冠军对抗赛，在职业棋协世界冠军克拉姆尼克和国际棋联世界冠军托帕洛夫之間进行了十二番棋较量，结果克拉姆尼克获胜，夺得13年来首个没有争议的世界冠军。

## 常规赛
| 比赛   | 日期     | 白         | 黑         | 结果                | 积分                    |
| ------ | -------- | ---------- | ---------- | ------------------- | ----------------------- |
| 第1局  | 9月23日  | 克拉姆尼克 | 托帕洛夫   | 克拉姆尼克 胜       | 克拉姆尼克 领先 1 – 0   |
| 第2局  | 9月24日  | 托帕洛夫   | 克拉姆尼克 | 克拉姆尼克 胜       | 克拉姆尼克 领先 2 – 0   |
| 第3局  | 9月26日  | 克拉姆尼克 | 托帕洛夫   | 平局                | 克拉姆尼克 领先 2½ – ½  |
| 第4局  | 9月27日  | 托帕洛夫   | 克拉姆尼克 | 平局                | 克拉姆尼克 领先 3 – 1   |
| 第5局  | 9月29日  | 克拉姆尼克 | 托帕洛夫   | 托帕洛夫 胜（弃权） | 克拉姆尼克 领先 3 – 2   |
| 第6局  | 10月2日  | 托帕洛夫   | 克拉姆尼克 | 平局                | 克拉姆尼克 领先 3½ – 2½ |
| 第7局  | 10月4日  | 托帕洛夫   | 克拉姆尼克 | 平局                | 克拉姆尼克 领先 4 – 3   |
| 第8局  | 10月5日  | 克拉姆尼克 | 托帕洛夫   | 托帕洛夫 胜         | 打平 4 – 4              |
| 第9局  | 10月7日  | 托帕洛夫   | 克拉姆尼克 | 托帕洛夫 胜         | 托帕洛夫 领先 5 – 4     |
| 第10局 | 10月8日  | 克拉姆尼克 | 托帕洛夫   | 克拉姆尼克 胜       | 打平 5 – 5              |
| 第11局 | 10月10日 | 托帕洛夫   | 克拉姆尼克 | 平局                | 打平 5½ - 5½            |
| 第12局 | 10月12日 | 克拉姆尼克 | 托帕洛夫   | 平局                | 常规赛打平 6 - 6        |

## 加赛
| 比赛   | 日期     | 白         | 黑         | 结果          | 积分                          |
| ------ | -------- | ---------- | ---------- | ------------- | ----------------------------- |
| 第13局 | 10月13日 | 托帕洛夫   | 克拉姆尼克 | 平局          | 打平 ½ – ½                    |
| 第14局 | 10月13日 | 克拉姆尼克 | 托帕洛夫   | 克拉姆尼克 胜 | 克拉姆尼克 领先 破平局 1½ – ½ |
| 第15局 | 10月13日 | 托帕洛夫   | 克拉姆尼克 | 托帕洛夫 胜   | 打平 1½ – 1½                  |
| 第16局 | 10月13日 | 克拉姆尼克 | 托帕洛夫   | 克拉姆尼克 胜 | 克拉姆尼克 最终获胜 2½ – 1½   |

## 厕所门事件
在前四局比赛中，克拉姆尼克频繁上厕所，平均每场25次。保加利亚代表团对此表示质疑，并要求停用各棋手的休息室和洗手间，被赛会拒绝，但同意启用一个只能由两人共用的洗手间。克拉姆尼克一方则表示抗议，认为此决定侵犯了克拉姆尼克的利益，愤而在第五局弃权。国际棋联主席伊柳姆日诺夫亲自写信给克拉姆尼克，这才使他同意重新参赛。
1. ↑  . 扬子晚报. 2006-10-02  [2023-08-01]. （原始内容存档于2023-08-01）.